# يلقون أغاج
يلقون‌ أغاج هي قرية في مقاطعة تكاب، إيران. يقدر عدد سكانها بـ 661 نسمة بحسب إحصاء 2016.